# Івер Фоссум
Івер Фоссум (норв. Iver Fossum, нар. 15 липня 1996, Клоккарстуа, Норвегія) — норвезький футболіст, центральний півзахисник клубу «Русенборг» та національної збірної Норвегії.

## Ігрова кар'єра

### Клубна
Івер Фоссум народився і виріс у містечку Клоккарстуа, де грав за місцевий клуб. У 2011 році разом з родиною перебрався у місто Драммен, де приєднався до клубу «Стремсгодсет». Граючи за другий склад команди у Другому дивізіоні чемпіонату Норвегії, Івер Фоссум привернув до себе увагу скаутів «Русенборга». Але футболіст продовжив грати у «Стремсгодсет». Першу гру в основі Івер зіграв 28 квітня 2013 року проти «Мольде».
У наступному сезоні 2014 року Фоссум забронював за собою місце в основі і став кращим бомбардиром команди, яка в 2015 році посіла друге місце в чемпіонаті Норвегії.
Влітку 2016 року Фоссум перейшов до німецького клубу «Ганновер 96», з яким підписав контракт на 4 роки.
Після того, як «Ганновер 96» вилетів до Другої Бундесліги, Івер Фоссум перейшов до данського «Ольборга».
10 липня 2023 року на правах вільного агента приєднався до іншого данського клубу —«Мідтьюлланна».
В лютому 2024 року Фоссум перейшов до бельгійського «Кортрейка», з яким підписав контракт до літа 2026 року.
3 лютого 2025 року підписав контракт на три роки з «Русенборгом».

### Збірна
З 2016 року Івер Фоссум є гравцем національної збірної Норвегії.

## Титули
Стремсгодсет
 Чемпіон Норвегії: 2013
 Віце-чемпіон Норвегії: 2015